# Fire Island (Aleuten)
Fire Island ist eine kleine unbewohnte Insel der Fox Islands, die zu den Aleuten gehören. Das Eiland liegt etwa 800 Meter nördlich von Bogoslof Island, mit der zusammen das Eiland 1907 zum Vogelschutzgebiet ernannt wurde.